# Silver League FIF 2011
La Silver League FIF 2011 è stata la 3ª edizione del campionato di football americano di secondo livello organizzato dalla Federazione Italiana Football. Il torneo è iniziato il 12 marzo 2011 ed è terminato il 14 maggio con la disputa del XVIII Silver Bowl.

## Stagione regolare

### Calendario

#### 1ª giornata
| Grugliasco 12 marzo 2011, ore 21:00 | Bad Bees Avigliana | 26 – 18 (6-12 8-0 6-0 6-6) | Lancieri Novara | CUS Torino |

#### 2ª giornata
| Vedano Olona 20 marzo 2011, ore 15:00 | Skorpions Varese | 41 – 0 (6-0 14-0 6-0 15-0) | Bad Bees Avigliana | C.S. Via Volta |

| Caltignaga 20 marzo 2011 | Lancieri Novara | 8 – 16 (0-8 8-8 0-0 0-0) | Raptors Canavese |  |

#### 3ª giornata
| Grugliasco 2 aprile 2011, ore 21:00 | Bad Bees Avigliana | 14 – 20 (d.t.s.) (0-6 8-8 6-0 0-0 0-6) | Raptors Canavese | CUS Torino |

| Caltignaga 3 aprile 2011 | Lancieri Novara | 6 – 38 (0-8 0-18 0-12 6-0) | Skorpions Varese |  |

#### 4ª giornata
| Grugliasco 9 aprile 2011, ore 21:00 | Bad Bees Avigliana | 0 – 36 (0-11 0-11 0-0 0-14) | Skorpions Varese | CUS Torino |

| Pavone Canavese 10 aprile 2011 | Raptors Canavese | 6 – 19 (0-6 0-0 6-13 0-0) | Lancieri Novara | C.S. di Via Circonvallazione |

#### 5ª giornata
| Pavone Canavese 17 aprile 2011 | Raptors Canavese | 6 – 18 (0-6 0-6 0-0 6-6) | Skorpions Varese | C.S. di Via Circonvallazione |

| Caltignaga 17 aprile 2011, ore 15:00 | Lancieri Novara | 26 – 20 (6-0 7-0 7-14 6-6) | Bad Bees Avigliana |  |

#### 6ª giornata
| Pavone Canavese 1º maggio 2011, ore 15:00 | Raptors Canavese | 12 – 8 (0-0 6-0 0-8 6-0) | Bad Bees Avigliana | C.S. di Via Circonvallazione |

| Vedano Olona 1º maggio 2011 | Skorpions Varese | 18 – 0 (12-0 0-0 0-0 6-0) | Lancieri Novara | C.S. Via Volta |

#### Recuperi 1
| Vedano Olona 8 maggio 2011                         | Skorpions Varese | 0 – 2 (0-0 0-0 0-0 0-2) | Raptors Canavese | C.S. Via Volta |
| \| \| \| \| \| \| Marcatori \| Q4 (saf) Colorio \| |                  |                         |                  |                |
|                                                    |                  |                         |                  |                |
|                                                    | Marcatori        | Q4 (saf) Colorio        |                  |                |

### Classifica
- PCT = percentuale di vittorie, G = partite giocate, V = partite vinte, P = partite perse, PF = punti fatti, PS = punti subiti
- La qualificazione al Silverbowl è indicata in verde

| Pos. | Squadra            | PCT  | G | V | P | PF  | PS  |
| ---- | ------------------ | ---- | - | - | - | --- | --- |
| 1    | Skorpions Varese   | .833 | 6 | 5 | 1 | 151 | 14  |
| 2    | Raptors Canavese   | .667 | 6 | 4 | 2 | 62  | 67  |
| 3    | Lancieri Novara    | .333 | 6 | 2 | 4 | 77  | 124 |
| 4    | Bad Bees Avigliana | .167 | 6 | 1 | 5 | 68  | 153 |

## XVIII Silverbowl
| Vedano Olona 14 maggio 2011 | Skorpions Varese | 28 – 6 (14-0 6-0 8-6 0-0) | Raptors Canavese | C.S. Via Volta |

La partita finale, chiamata XVIII SilverBowl è stata disputata il 14 maggio 2011 a Vedano Olona.

## Verdetti
- Skorpions Varese campioni di Silver League FIF 2011.